# Restaurația elvețiană
Restaurația elvețiană a fost perioadă din istoria Elveției, de la desființarea Imperiului Napoleonian (1815) până la 1848.